# Leviticus
Leviticus is het derde boek van de Pentateuch (Thora) en de Hebreeuwse Bijbel.

## Naam en thema
In het Hebreeuws-Aramees is de naam van het boek  ויקרא, wajikra, "en hij riep" naar het eerste woord van het eerste vers: "En Hij [God] riep Mozes" (Leviticus 1:1).
De Griekse vertaling werd Λευιτικóς, Levitikós genoemd, wat zoiets als "over het Levitische priesterschap" betekent (vergelijk Hebreeën 7:11). In navolging hiervan heette de Latijnse vertaling Leviticus. Hiermee wordt ook het thema van godsdienst (in de letterlijke betekenis) en priesterschap aangeduid. Dit wordt in verwijzingen in de rabbijnse literatuur versterkt, waarin "Thora (instructie) aan de priesters" wordt gebruikt, of in de Syrische vertaling van de Hebreeuwse Bijbel: de Peshitta, "Boek van de priesters".

## Auteurschap
De traditionele opvatting, gehuldigd door zowel orthodoxe joden als orthodoxe christenen, is dat de inhoud van het boek door God aan Mozes werd gedicteerd op de berg Sinaï.
Op basis van de historisch-kritische wetenschap is een documentaire hypothese opgesteld, waarin Leviticus worden toegeschreven aan de zogeheten priestercodex. De consensus onder Bijbelwetenschappers is dat het boek gedurende een lange periode is ontwikkeld en zijn definitieve vorm kreeg tijdens de Perzische periode (538-332 v.Chr.).

## Inhoud
De inhoud van het boek kan als volgt worden ingedeeld:
- Een reeks wetten over het brengen van offers: brandoffers, slachtoffers, vredeoffers, zonde- of verzoeningsoffers, en dank- of lofoffers (hoofdstuk 1-7).
- De wijding van Aäron en zijn zonen als priester (hoofdstuk 8-10). Hierin is ook een verhaal opgenomen over Nadab en Abihu, die zichzelf priesterlijke voorrechten aanmatigden.
- Voorschriften aan de Israëlieten wat deze wel en niet mogen eten (spijswetten) (hoofdstuk 11)
- Wetten over reiniging, hygiëne en het brengen van offers (hoofdstuk 12-16).
- Wetten over het onderscheid tussen Israël en de heidenen (hoofdstuk 17-20): de spijzen (17), geslachtsverkeer (18) en zedelijk levensgedrag (19-20).[1]
- Wetten over de persoonlijke reiniging van priesters, hun voedsel, en de feesten (hoofdstuk 20-25): priesters en feestdagen (21-23), de eredienst (24) en sabbatjaar en jubeljaar (25).[1]
- Ten slotte een gedeelte met beloften voor hen die deze wetten in acht nemen, en waarschuwingen voor hen die dit niet doen (hoofdstuk 26-27).

Formeel kan men spreken van een aantal overeenkomsten tussen de offers van Israël en zijn buurlanden. Er is echter ook een aantal markante verschillen:
- absoluut monotheïsme
- nadruk op ethische zaken
- geen magie of toverkunst, want priesters staan niet tussen mens en God in, maar voeren alleen handelingen uit
- puurheid, zoals geen prostitutie, orgieën, vruchtbaarheidsriten en dergelijke

## Interpretatie
Na het begin van het christelijke tijdperk werden delen van dit boek uitgelegd als profetie over de Messias, Jezus Christus. Voor christelijke lezers gaat Leviticus letterlijk over de joodse wetten en aanbiddingsvoorschriften, maar bevat hieronder een verborgen laag van profetie die in de brief aan de Hebreeën wordt uitgelegd.